# Dendropsophus padreluna
Dendropsophus padreluna é uma espécie de anfíbio da família Hylidae.
É endémica de Colômbia.
Os seus habitats naturais são: campos de altitude subtropicais ou tropicais, pântanos, marismas intermitentes de água doce, pastagens, jardins rurais e lagoas.